# Lesli Kay
Leslie Kay, właściwie Lesli Kay Pushkin (ur. 13 czerwca 1965 w Charleston w Wirginii Zachodniej) – amerykańska aktorka, zdobywczyni nagrody Emmy.

## Życiorys
Mając 15 lat, przeprowadziła się z rodzicami do Nowego Jorku. Zaczęła tam pracować jako modelka, później znalazła także zatrudnienie w MTV.
W połowie lat 90. XX wieku występowała w filmach erotycznych (np. Cyberella: Forbidden Passions czy Deadly Charades z 1996 roku). W 1997 roku zadebiutowała w operze mydlanej As the World Turns. Postać, która gra, Molly Conlan, nie cieszyła się specjalną popularnością wśród widzów, co nie przeszkodziło Lesli Kay w zdobyciu nagrody Emmy w 2001 roku dla najlepszej aktorki drugoplanowej.
Później wystąpiła w innym telewizyjnym tasiemcu Szpital miejski. Od listopada 2005 do 2009 roku, grała Felicię Forrester w Modzie na sukces. Powracała gościnnie w kolejnych latach od 2010 do 2014 oraz 2016. W 2007, Kay nominowana była do 34 Daytime Emmy Awards za tę rolę.